# Astragalus pastorius
Astragalus pastorius är en ärtväxtart som beskrevs av Hse Tao Tsai och Ta Fuh Yu. Astragalus pastorius ingår i släktet vedlar, och familjen ärtväxter.

## Underarter
Arten delas in i följande underarter:
- A. p. linearibracteatus
- A. p. pastorius